# Lucas Ezequiel Cuevas
Lucas Ezequiel Cuevas (Buenos Aires, Argentina; 9 de noviembre de 1996) es un futbolista argentino. Juega de volante en Thesprotos FC de la Segunda Superliga de Grecia.

## Trayectoria

### Huracán
Cuevas debutó en Huracán, equipo donde realizó las divisiones inferiores, el 23 de abril de 2017 en el empate frente a Estudiantes de La Plata, ingresando a los 33 minutos del segundo tiempo por Alejandro Romero Gamarra.

### Villa Dálmine
Sin oportunidades en Huracán, Cuevas llegó libre a Villa Dálmine, equipo de la Primera Nacional. Debutó el 31 de agosto de 2018 en la victoria sobre Temperley por 0-2. Ingresó por Martín Comachi a los 47 minutos del segundo tiempo. Convirtió su primer gol profesional el 16 de marzo de 2020 en el empate a 1 entre el Viola y Deportivo Riestra. Durante su estadía en Campana, el volante jugó 22 partidos.

### Deportivo Madryn
En 2021, Cuevas se convirtió en refuerzo de Deportivo Madryn, equipo del Torneo Federal A. Jugó su primer partido en el conjunto patagónico el 11 de abril en la victoria 1-0 ante Círculo Deportivo, ingresando en el entretiempo por Sebastián Jeldrés. Fue parte del equipo campeón que ascendió a la segunda categoría del fútbol argentino.

### All Boys
Al año siguiente, Cuevas se convierte en jugador de All Boys. Debutó en el Albo el 19 de febrero en la victoria sobre San Martín de San Juan por 0-1. Ingresó a los 23 minutos del segundo tiempo por Hugo Soria.

## Estadísticas

### Clubes
- Actualizado hasta el 9 de mayo de 2022.

| Huracán Argentina | 1.ª                 | 2016-17             | 1  | 0 | 0 | 0 | - | - | 1  | 0 | 0,00 |
| Huracán Argentina | 1.ª                 | 2017-18             | 0  | 0 | 0 | 0 | - | - | 0  | 0 | 0,00 |
| Huracán Argentina | Total club          | Total club          | 1  | 0 | 0 | 0 | - | - | 1  | 0 | 0,00 |
| Villa Dálmine Argentina | 2.ª                 | 2018-19             | 10 | 0 | - | - | - | - | 10 | 0 | 0,00 |
| Villa Dálmine Argentina | 2.ª                 | 2019-20             | 11 | 1 | - | - | - | - | 11 | 1 | 0,09 |
| Villa Dálmine Argentina | 2.ª                 | 2020                | 1  | 0 | - | - | - | - | 1  | 0 | 0,00 |
| Villa Dálmine Argentina | Total club          | Total club          | 22 | 1 | - | - | - | - | 22 | 1 | 0,04 |
| Deportivo Madryn Argentina | 3.ª                 | 2021                | 11 | 0 | 1 | 0 | - | - | 12 | 0 | 0,00 |
| Deportivo Madryn Argentina | Total club          | Total club          | 11 | 0 | 1 | 0 | - | - | 12 | 0 | 0,00 |
| All Boys Argentina | 2.ª                 | 2022                | 9  | 0 | - | - | - | - | 9  | 0 | 0,00 |
| All Boys Argentina | Total club          | Total club          | 9  | 0 | - | - | - | - | 9  | 0 | 0,00 |
| Total en su carrera | Total en su carrera | Total en su carrera | 43 | 1 | 1 | 0 | - | - | 44 | 1 | 0,02 |
| (1) Las copas nacionales se refiere a la Copa Argentina. (2) Las copas internacionales se refiere a la Copa Libertadores y a la Copa Sudamericana. (3) Media de goles por encuentro. No incluye goles en partidos amistosos. |                     |                     |    |   |   |   |   |   |    |   |      |